# Fred Schulz (General)
Fred Schulz (* 1. Juli 1938 in Königsberg; † 23. März 2004 in Langenau/Alb-Donau-Kreis) war Brigadegeneral des Heeres der Bundeswehr und von 1996 bis 1998 der erste Kommandeur des Kommandos Spezialkräfte.

## Militärische Laufbahn
Als Oberstleutnant kommandierte Schulz von 1978 bis 1980 in Dornstadt das Panzergrenadierbataillon 281. Nach weiteren Verwendungen übernahm er als Brigadegeneral am 25. Februar 1993 die Luftlandebrigade 25 in Calw und führte diese bis zu ihrer Auflösung im September 1996 (Auflösung ab 1. April).
Die Rettung und Evakuierung deutscher Staatsbürger aus dem Bürgerkriegsgebiet Ruanda gab Anlass, in der Bundeswehr über eine neue Art von Kommando für derartige Spezialeinsätze nachzudenken. Ab Mitte 1994 wurden durch den Führungsstab des Heeres die konzeptionellen Grundlagen für ein solches Kommando erarbeitet.
1996 wurde aus Teilen der gerade aufgelösten Brigade das neuartige Kommando Spezialkräfte aufgestellt, dessen erster Kommandeur Schulz ab dem 20. September 1996 war. Unter seiner Führung wurde mit dem weiteren Aufbau und der Ausbildung begonnen und das Kommando im September 1997 im Rahmen der Heeresübung „Schneller Adler“ auf dem Truppenübungsplatz Baumholder erstmals der Öffentlichkeit präsentiert.
Er führte dieses Kommando bis 1998, übergab es am 30. September an Hans-Heinrich Dieter und trat schließlich in den Ruhestand.